# Mihály Babits
Mihály Babits (Szekszárd, 26 de novembro de 1883 – Budapeste, 4 de agosto de 1941) foi um poeta húngaro. Seus poemas são bem conhecidos por seus intensos temas religiosos. Seus romances como “The Children of Death” (1927) exploram problemas psicológicos.

## Biografia
Babits nasceu em Szekszárd. Ele estudou na Universidade de Budapeste de 1901 a 1905, onde conheceu Dezső Kosztolányi e Gyula Juhász. Ele trabalhou para se tornar um professor e lecionou em escolas em Baja (1905-1906), Szeged (1906-1908), Fogaras (1908-1911), Újpest (1911) e Budapeste (1912-1918).
Sua reputação por seus poemas na vida literária começou em 1908.
Ele fez uma viagem à Itália no mesmo ano, o que o interessou por Dante; ele fez várias outras viagens nos anos posteriores. Essa experiência o levou a traduzir a Divina Comédia de Dante (Inferno, 1913, Purgatório, 1920 e Paraíso, 1923).
Logo após a Revolução Húngara de 1919, ele se tornou professor de literatura estrangeira e literatura húngara moderna na Universidade de Budapeste, mas logo foi afastado por seu pacifismo após a queda do governo revolucionário.
Em 1911, ele se tornou redator da revista Nyugat.
O romance de 1918 de Babits, The Nightmare (também conhecido como King's Stork) é um romance de ficção científica sobre uma personalidade dividida influenciada pela psicologia freudiana. Elza pilóta, vagy a tökéletes társadalom ("O Piloto Elza, ou a Sociedade Perfeita") se passa em um futuro utópico.
Em 1921 casou-se com Ilona Tanner, que mais tarde publicou poesia com o nome de Sophie Török . Dois anos depois ele se mudou para Esztergom. Em 1927 tornou-se membro da "Kisfaludy Társaság" (Kisfaludy Society) e no mesmo ano foi nomeado curador do Prêmio Baumgarten.
Ele se tornou o editor-chefe do Nyugat em 1929 (compartilhando o cargo até 1933 com Zsigmond Móricz), cargo que ocupou até sua morte.
Em 1937, ele foi diagnosticado com câncer de laringe. Ele morreu em Budapeste em 1941.

## Trabalho
Babits é mais conhecido por sua poesia lírica, influenciada por formas clássicas e inglesas. Ele também escreveu ensaios e traduziu muito do inglês, francês, alemão, grego, italiano e latim. Há um museu em Szekszárd que mostra o trabalho e a vida de Mihály Babits. Seu irmão István Babits ocupava a casa a maior parte do tempo, com seus dois filhos: István e Tibor.
- 1988: 21 Poems (21 Vers), traduzido por István Tótfalusi (Maecenas, 1994).